# Kanae Hisami
Kanae Hisami (jap. 久見 香奈恵, Hisami Kanae; * 28. Januar 1987 in Uji, Präfektur Kyōto) ist eine ehemalige japanische Tennisspielerin.

## Karriere
Hisami begann im Alter von zehn Jahren mit dem Tennissport, ihr bevorzugter Belag ist laut ITF der Hartplatz. Sie gewann bereits drei Einzel- und zehn Doppeltitel auf dem ITF Women’s Circuit.
Der bislang größte Erfolg gelang ihr in Taipeh beim OEC Taipei WTA Challenger 2015, einem Turnier der Challenger-Serie, bei dem sie mit Kotomi Takahata den Turniersieg errang. Bereits früher im Jahr hatte sie mit dieser Doppelpartnerin zwei ITF-Turniere gewonnen.
Ihr bislang letztes internationale Turnier spielte sie im September 2016. Sie wird daher nicht mehr in der Weltrangliste geführt.

## Turniersiege

### Einzel
| Nr. | Datum           | Turnier        | Kategorie   | Belag     | Finalgegnerin | Ergebnis |
| --- | --------------- | -------------- | ----------- | --------- | ------------- | -------- |
| 1.  | 12. Juni 2005   | Ariake (Tokio) | ITF $10.000 | Hartplatz | Mari Tanaka   | 6:3, 6:3 |
| 2.  | 20. August 2006 | Ariake (Tokio) | ITF $10.000 | Hartplatz | Miki Miyamura | 6:4, 6:2 |
| 3.  | 20. März 2011   | Miyazaki       | ITF $10.000 | Teppich   | Emi Mutaguchi | 6:3, 6:1 |

### Doppel
| Nr. | Datum              | Turnier        | Kategorie        | Belag           | Partnerin               | Finalgegnerinnen                     | Ergebnis           |
| --- | ------------------ | -------------- | ---------------- | --------------- | ----------------------- | ------------------------------------ | ------------------ |
| 1.  | 26. Oktober 2008   | Hamamatsu      | ITF $25.000      | Teppich         | Yurina Koshino          | Junri Namigata Akiko Yonemura        | 7:5, 6:4           |
| 2.  | 26. Februar 2011   | Mumbai         | ITF $10.000      | Hartplatz       | Li Ting                 | Han Sung-hee Varatchaya Wongteanchai | 6:1, 7:5           |
| 3.  | 18. Juni 2011      | Balikpapan     | ITF $25.000      | Hartplatz       | Varatchaya Wongteanchai | Natsumi Hamamura Yurika Sema         | 6:3, 6:2           |
| 4.  | 10. September 2011 | Noto           | ITF $25.000      | Teppich         | Varatchaya Wongteanchai | Natsumi Hamamura Ayumi Oka           | 1:6, 7:64, [14:12] |
| 5.  | 19. Mai 2013       | Kurume         | ITF $50.000      | Rasen           | Mari Tanaka             | Rika Fujiwara Akiko Omae             | 6:4, 7:62          |
| 6.  | 26. Juli 2013      | Wrexham        | ITF $25.000      | Hartplatz       | Mari Tanaka             | Anna Smith Melanie South             | 6:3, 7:62          |
| 7.  | 7. Juni 2015       | Ariake (Tokio) | ITF $10.000      | Hartplatz       | Kotomi Takahata         | Yuki Kristina Chiang Nozomi Fujioka  | 6:4, 6:4           |
| 8.  | 17. Oktober 2015   | Makinohara     | ITF $25.000      | Rasen           | Kotomi Takahata         | Yukina Saigō Ena Shibahara           | 6:4, 6:1           |
| 9.  | 21. November 2015  | Taipeh         | WTA Challenger 1 | Teppich (Halle) | Kotomi Takahata         | Marina Melnikowa Elise Mertens       | 6:1, 6:2           |
| 10. | 11. Juni 2016      | Tokio          | ITF $25.000      | Hartplatz       | Kotomi Takahata         | Lizette Cabrera Miharu Imanishi      | 6:1, 6:4           |
| 11. | 1. Oktober 2016    | Iizuka         | ITF $25.000      | Hartplatz       | Kotomi Takahata         | Miharu Imanishi Akiko Omae           | 6:2, 3:6, [10:4]   |